# Corporación municipal de Barcelona 2015-2019
La corporación municipal de Barcelona para el mandato 2015-2019 se constituyó el 13 de junio de 2015, tras la celebración de las elecciones municipales el 24 de mayo de ese año. Barcelona en Comú obtuvo mayoría simple y Ada Colau fue la primera mujer investida alcaldesa en la historia de Barcelona.

## Resultados electorales
La candidatura de Barcelona en comú, confluencia de partidos de izquierda (ICV, EUiA y Podemos, entre otros) capitaneada por la activista Ada Colau obtuvo la mayoría simple, con 11 concejales, uno más que Convergència i Unió, liderada por el alcalde saliente, Xavier Trias. Esquerra Republicana de Catalunya, con Alfred Bosch como cabeza de lista, obtuvo 5 concejales, igualando su mejor registro en el actual periodo democrático. El PSC, con Jaume Collboni al frente, y el PP, encabezado por Alberto Fernández Díaz, cosecharon los peores resultados de su historia en Barcelona; respecto al 2011, los socialistas pasaron de 11 a 4 concejales y los populares de 9 a 3. Finalmente, Ciutadans, con Carina Mejías como cabeza de lista, y la CUP, encabezada por María José Lecha, entraron por primera vez en el consistorio con 5 y 3 ediles, respectivamente.
| Candidatura | Votos   | Porcentaje | Concejales |
| --- | ------- | ---------- | ---------- |
| Barcelona en Comú-Entesa (Barcelona en Comú-E) | 176 612 | 25,2%      | 11         |
| Convergencia i Unió (CiU) | 159 393 | 22,7%      | 10         |
| Ciutadans-Partido de la Ciudadanía (Cs) | 77 272  | 11%        | 5          |
| Esquerra Republicana de Catalunya-Moviment d'Esquerres-Barcelona Ciutat Oberta-Avancem-Catalunya Sí-Acord Municipal (ERC-MES-BcnCO-AVANCEM-CatSí-AM) | 77 120  | 11%        | 5          |
| Partits dels Socialistes de Catalunya-Candidatura de Progrés (PSC-CP)                                                                                | 67 489  | 9,6%       | 4          |
| Partido Popular / Partit Popular (PP) | 61 004  | 8,7%       | 3          |
| Candidatura d'Unitat Popular Capgirem Barcelona-Poble Actiu (CUP Capgirem Bcn PA)                                                                    | 51 945  | 7,4%       | 3          |

## Consejo Municipal
El Consejo Municipal estuvo integrado por 41 concejales. Se constituyeron un total de siete grupos municipales en el Consejo Municipal, la cifra más alta desde la recuperación de la democracia.
| Grupo municipal                | Grupo municipal                      | Concejal                        | Inicio                  | Final                                   | Cambios                                        |
| ------------------------------ | ------------------------------------ | ------------------------------- | ----------------------- | --------------------------------------- | ---------------------------------------------- |
|                                | Barcelona en Comú                    | Ada Colau Ballano               | 13 de junio de 2015     |                                         |                                                |
| Gerardo Pisarello Prados       | Barcelona en Comú                    | 13 de junio de 2015             |                         |                                         |                                                |
| Laia Ortiz Castellví           | Barcelona en Comú                    | 13 de junio de 2015             |                         |                                         |                                                |
| Jaume Asens Llodrà             | Barcelona en Comú                    | 13 de junio de 2015             |                         |                                         |                                                |
| Janet Sanz Cid                 | Barcelona en Comú                    | 13 de junio de 2015             |                         |                                         |                                                |
| Raimundo Viejo Viñas           | Barcelona en Comú                    | 13 de junio de 2015             | 30 de octubre de 2015   |                                         |                                                |
| Gala Pin Ferrando              | Barcelona en Comú                    | 13 de junio de 2015             |                         |                                         |                                                |
| Agustí Colom Cabau             | Barcelona en Comú                    | 13 de junio de 2015             |                         |                                         |                                                |
| Laura Pérez Castaño            | Barcelona en Comú                    | 13 de junio de 2015             |                         |                                         |                                                |
| Mercedes Vidal Lago            | Barcelona en Comú                    | 13 de junio de 2015             |                         |                                         |                                                |
| Josep Maria Montaner Martorell | Barcelona en Comú                    | 13 de junio de 2015             |                         |                                         |                                                |
| Eloi Badia i Casas             | Barcelona en Comú                    | 9 de noviembre de 2015          |                         |                                         |                                                |
|                                | Demòcrates (PDeCAT)                  | Xavier Trias Vidal de Llobatera | 13 de junio de 2015     |                                         |                                                |
| Joaquim Forn Chiariello        | Demòcrates (PDeCAT)                  | 13 de junio de 2015             | 14 de julio de 2017     | Substituido por Irma Rognoni            |                                                |
| Sònia Recasens Alsina          | Demòcrates (PDeCAT)                  | 13 de junio de 2015             |                         |                                         |                                                |
| Antoni Vives Tomàs             | Demòcrates (PDeCAT)                  | 13 de junio de 2015             | 7 de septiembre de 2015 | Substituido por Raimond Blasi           |                                                |
| Teresa Maria Fandos Payà       | Demòcrates (PDeCAT)                  | 13 de junio de 2015             |                         |                                         |                                                |
| Jaume Ciurana Llevadot         | Demòcrates (PDeCAT)                  | 13 de junio de 2015             |                         |                                         |                                                |
| Gerard Ardanuy Mata            | Demòcrates (PDeCAT)                  | 13 de junio de 2015             |                         | Pasa a concejal no adscrito             |                                                |
| Jordi Martí Galbis             | Demòcrates (PDeCAT)                  | 13 de junio de 2015             |                         |                                         |                                                |
| Mercè Homs Molist              | Demòcrates (PDeCAT)                  | 13 de junio de 2015             |                         |                                         |                                                |
| Francina Vila Valls            | Demòcrates (PDeCAT)                  | 13 de junio de 2015             |                         |                                         |                                                |
| Raimond Blasi Navarro          | Demòcrates (PDeCAT)                  | 19 de octubre de 2015           |                         | Substituye a Antoni Vives               |                                                |
| Irma Rognoni Viader            | Demòcrates (PDeCAT)                  | 8 de septiembre de 2017         |                         | Substituye a Joaquim Forn               |                                                |
|                                | Ciutadans-Cs                         | Carina Mejías Sánchez           | 13 de junio de 2015     |                                         |                                                |
| Sonia Sierra Infante           | Ciutadans-Cs                         | 13 de junio de 2015             | 29 de enero de 2016     | Substituida por Koldo Blanco            |                                                |
| Marilén Barceló Verea          | Ciutadans-Cs                         | 13 de junio de 2015             |                         |                                         |                                                |
| Santiago Alonso Beltrán        | Ciutadans-Cs                         | 13 de junio de 2015             |                         |                                         |                                                |
| Francisco Sierra López         | Ciutadans-Cs                         | 13 de junio de 2015             |                         |                                         |                                                |
| Koldo Blanco Uzquiano          | Ciutadans-Cs                         | 11 de febrero de 2016           |                         | Substituye a Sonia Sierra               |                                                |
|                                | Esquerra Republicana de Catalunya    | Alfred Bosch Pascual            | 13 de junio de 2015     | 23 de noviembre de 2018                 | Substituido por Gemma Sendra                   |
| Juanjo Puigcorbé Benaiges      | Esquerra Republicana de Catalunya    | 13 de junio de 2015             |                         | Pasa a concejal no adscrito             |                                                |
| Montserrat Benedí Altés        | Esquerra Republicana de Catalunya    | 13 de junio de 2015             |                         |                                         |                                                |
| Trini Capdevila Burniol        | Esquerra Republicana de Catalunya    | 13 de junio de 2015             |                         |                                         |                                                |
| Jordi Coronas Martorell        | Esquerra Republicana de Catalunya    | 13 de junio de 2015             |                         |                                         |                                                |
| Gemma Sendra Planas            | Esquerra Republicana de Catalunya    | 21 de diciembre de 2018         |                         | Substituye a Alfred Bosch               |                                                |
|                                | Partit dels Socialistes de Catalunya | Jaume Collboni Cuadrado         | 13 de junio de 2015     |                                         |                                                |
| Carmen Andrés Añón             | Partit dels Socialistes de Catalunya | 13 de junio de 2015             |                         |                                         |                                                |
| Daniel Mòdol Deltell           | Partit dels Socialistes de Catalunya | 13 de junio de 2015             |                         |                                         |                                                |
| Montserrat Ballarín Espuña     | Partit dels Socialistes de Catalunya | 13 de junio de 2015             |                         |                                         |                                                |
|                                | Partit Popular                       | Alberto Fernández Díaz          | 13 de junio de 2015     |                                         |                                                |
| Ángeles Esteller Ruedas        | Partit Popular                       | 13 de junio de 2015             | 25 de mayo de 2018      | Substituida por Alberto Villagrasa      |                                                |
| Xavier Mulleras Vinzia         | Partit Popular                       | 13 de junio de 2015             |                         |                                         |                                                |
| Alberto Villagrasa Gil         | Partit Popular                       | 14 de junio de 2018             |                         | Substituye a Ángeles Esteller           |                                                |
|                                | CUP Capgirem Barcelona               | María José Lecha González       | 13 de junio de 2015     | 29 de junio de 2018                     | Substituida por Pere Casas                     |
| Maria Rovira Torrens           | CUP Capgirem Barcelona               | 13 de junio de 2015             |                         |                                         |                                                |
| Josep Garganté Closa           | CUP Capgirem Barcelona               | 13 de junio de 2015             | 26 de mayo de 2017      | Substituido por Eulàlia Reguant         |                                                |
| Eulàlia Reguant Cura           | CUP Capgirem Barcelona               | 21 de julio de 2017             |                         | Substituye a Josep Garganté             |                                                |
| Pere Casas Zarzuela            | CUP Capgirem Barcelona               | 20 de julio de 2018             |                         | Substituye a María José Lecha           |                                                |
|                                | No adscritos                         | Gerard Ardanuy Mata             | 13 de junio de 2015     |                                         | Deja el grupo Demòcrates (24 de marzo de 2017) |
| Juanjo Puigcorbé Benaiges      | No adscritos                         | 13 de junio de 2015             |                         | Deja el grupo ERC (28 de junio de 2018) |                                                |

## Gobierno municipal

### 2015 (junio)
El 13 de junio de 2015 quedó constituida la primera Comisión de Gobierno de este mandato. Un gobierno municipal en minoría, formado por los once concejales de Barcelona en Comú, con Ada Colau como primera alcaldesa de ciudad.
| Nombre               | Partido | Cargo                                                                                      |
| -------------------- | ------- | ------------------------------------------------------------------------------------------ |
| Ada Colau            | BComú   | Alcaldesa                                                                                  |
| Gerardo Pisarello    | BComú   | Primer teniente de alcalde (Área de Trabajo, Economía y Planificación Estratégica          |
| Laia Ortiz           | BComú   | Segunda teniente de alcalde (Área de Derechos Sociales)                                    |
| Jaume Asens          | BComú   | Tercer teniente de alcalde (Área de Derechos de Ciudadanía, Participación y Transparencia) |
| Janet Sanz           | BComú   | Cuarta teniente de alcalde (Área de Ecología, Urbanismo y Movilidad)                       |
| Agustí Colom         | BComú   | Concejal de Ocupación, Empresa y Turismo                                                   |
| Laura Pérez          | BComú   | Concejal de Ciclo de Vida, Feminismos y LGTBI                                              |
| Josep Maria Montaner | BComú   | Concejal de Vivienda                                                                       |
| Raimundo Viejo       | BComú   | Concejal de Educación y Universidades                                                      |
| Gala Pin             | BComú   | Concejal de Participación y Territorio                                                     |
| Mercedes Vidal       | BComú   | Concejal de Movilidad                                                                      |

### 2015 (noviembre)
El 9 de noviembre de 2015, cinco meses después de la constitución de la Comisión de Gobierno, tuvo lugar la primera remodelación del cartapacio, a causa de la salida de Raimundo Viejo, que renunció al acta de concejal para presentarse a las elecciones al Congreso de los Diputados. Fue reemplazado en el gobierno municipal por Eloi Badia.
| Nombre               | Partido | Cargo                                                                                      |
| -------------------- | ------- | ------------------------------------------------------------------------------------------ |
| Ada Colau            | BComú   | Alcaldesa                                                                                  |
| Gerardo Pisarello    | BComú   | Primer teniente de alcalde (Área de Trabajo, Economía y Planificación Estratégica          |
| Laia Ortiz           | BComú   | Segunda teniente de alcalde (Área de Derechos Sociales)                                    |
| Jaume Asens          | BComú   | Tercer teniente de alcalde (Área de Derechos de Ciudadanía, Participación y Transparencia) |
| Janet Sanz           | BComú   | Cuarta teniente de alcalde (Área de Ecología, Urbanismo y Movilidad)                       |
| Agustí Colom         | BComú   | Concejal de Ocupación, Empresa, Comercio y Turismo                                         |
| Laura Pérez          | BComú   | Concejal de Ciclo de Vida, Feminismos y LGTBI                                              |
| Josep Maria Montaner | BComú   | Concejal de Vivienda                                                                       |
| Gala Pin             | BComú   | Concejal de Participación y Distritos                                                      |
| Mercedes Vidal       | BComú   | Concejal de Movilidad                                                                      |
| Eloi Badia           | BComú   | Concejal de Presidencia y Territorio                                                       |

### 2016
El 25 de mayo de 2016 se formalizó un pacto de gobierno entre Barcelona en Comú y el Partido de los Socialistas de Cataluña, bajo el nombre «Acuerdo de Gobierno de Izquierdas para Barcelona». Ello supuso la entrada de los cuatro concejales socialistas en la Comisión de Gobierno, aunque el gobierno municipal siguió en minoría (14 de 41 concejales del pleno). Se creó una nueva tenencia de alcaldía, con competencias en cultura, que asumió el presidente del grupo municipal del PSC, Jaume Collboni.
| Nombre               | Partido | Cargo                                                                                      |
| -------------------- | ------- | ------------------------------------------------------------------------------------------ |
| Ada Colau            | BComú   | Alcaldesa                                                                                  |
| Gerardo Pisarello    | BComú   | Primer teniente de alcalde (Área de Trabajo, Economía y Planificación Estratégica)         |
| Jaume Collboni       | PSC     | Segundo teniente de alcalde (Área de Empresa, Cultura e Innovación)                        |
| Laia Ortiz           | BComú   | Tercera teniente de alcalde (Área de Derechos Sociales)                                    |
| Jaume Asens          | BComú   | Cuarto teniente de alcalde (Área de Derechos de Ciudadanía, Participación y Transparencia) |
| Janet Sanz           | BComú   | Quinta teniente de alcalde (Área de Ecología, Urbanismo y Movilidad)                       |
| Agustí Colom         | BComú   | Concejal de Empresa y Turismo                                                              |
| Laura Pérez          | BComú   | Concejal de Feminismos y LGTBI                                                             |
| Josep Maria Montaner | BComú   | Concejal de Vivienda                                                                       |
| Gala Pin             | BComú   | Concejal de Participación y Distritos                                                      |
| Mercedes Vidal       | BComú   | Concejal de Movilidad                                                                      |
| Eloi Badia           | BComú   | Concejal de Presidencia / Agua y Energía                                                   |
| Carmen Andrés        | PSC     | Concejal de Infancia, Juventud y Personas Mayores                                          |
| Daniel Mòdol         | PSC     | Concejal de Arquitectura, Paisaje Urbano y Patrimonio                                      |
| Montserrat Ballarín  | PSC     | Concejal de Comercio y Mercados                                                            |

### 2017
Tras realizar una consulta entre sus bases, el 12 de noviembre de 2017 Barcelona en Comú acordó la ruptura del pacto de gobierno municipal, a causa del apoyo del PSC-PSOE a la aplicación del artículo 155 de la Constitución en Cataluña, fruto del proceso independentista.  Cuatro días más tarde se reorganizó la Comisión de Gobierno con la salida de los concejales socialistas.
| Nombre               | Partido | Cargo                                                                                                |
| -------------------- | ------- | --- |
| Ada Colau            | BComú   | Alcaldesa                                                                                            |
| Gerardo Pisarello    | BComú   | Primer teniente de alcalde (Área de Economía y Trabajo, Ciudad Digital i Relaciones Internacionales) |
| Laia Ortiz           | BComú   | Segunda teniente de alcalde (Área de Derechos Sociales)                                              |
| Jaume Asens          | BComú   | Tercer teniente de alcalde (Área de Derechos de Ciudadanía, Cultura, Participación y Transparencia)  |
| Janet Sanz           | BComú   | Cuarta teniente de alcalde (Área de Ecología, Urbanismo y Movilidad)                                 |
| Agustí Colom         | BComú   | Concejal de Empresa, Turismo, Comercio y Mercados                                                    |
| Laura Pérez          | BComú   | Concejal de Feminismos y LGTBI / Relaciones internacionales                                          |
| Josep Maria Montaner | BComú   | Concejal de Vivienda                                                                                 |
| Gala Pin             | BComú   | Concejal de Participación y Distritos                                                                |
| Mercedes Vidal       | BComú   | Concejal de Movilidad                                                                                |
| Eloi Badia           | BComú   | Concejal de Presidencia / Agua y Energía                                                             |

### 2019
El 6 de mayo de 2019, a falta de 20 días para las elecciones municipales, tuvo lugar una nueva remodelación del equipo de gobierno, debido a la dimisión de Mercedes Vidal, que renunció a la Comisión Municipal y a todos sus cargos. Fue reemplazada como concejal de Movilidad por Eloi Badia.
| Nombre               | Partido | Cargo                                                                                                |
| -------------------- | ------- | --- |
| Ada Colau            | BComú   | Alcaldesa                                                                                            |
| Gerardo Pisarello    | BComú   | Primer teniente de alcalde (Área de Economía y Trabajo, Ciudad Digital i Relaciones Internacionales) |
| Laia Ortiz           | BComú   | Segunda teniente de alcalde (Área de Derechos Sociales)                                              |
| Jaume Asens          | BComú   | Tercer teniente de alcalde (Área de Derechos de Ciudadanía, Cultura, Participación y Transparencia)  |
| Janet Sanz           | BComú   | Cuarta teniente de alcalde (Área de Ecología, Urbanismo y Movilidad)                                 |
| Agustí Colom         | BComú   | Concejal de Empresa, Turismo, Comercio y Mercados                                                    |
| Laura Pérez          | BComú   | Concejal de Feminismos y LGTBI / Relaciones internacionales                                          |
| Josep Maria Montaner | BComú   | Concejal de Vivienda                                                                                 |
| Gala Pin             | BComú   | Concejal de Participación y Distritos                                                                |
| Eloi Badia           | BComú   | Concejal de Presidencia / Agua y Energía / Movilidad                                                 |

## Consejos de Distrito
Barcelona está organizada en diez distritos municipales descentralizados, con autonomía, capacidad de decisión y de gestión económica. Los Consejos Municipales de Distrito son los órganos de representación colectiva de cada distrito y están integrados por consejeros designados por los partidos políticos, en proporción con los resultados electorales obtenidos en cada distrito en las elecciones municipales (con un mínimo del 5% de los votos del distrito correspondiente).
Cada uno de los diez distritos tiene una estructura ejecutiva municipal propia, dirigida por el regidor del distrito, nombrado directamente por la alcaldesa. El regidor del distrito tiene voz pero no voto en el Consejo de Distrito.
Esta es la composición de los Consejos de cada distrito y sus regidores durante el mandato 2015-19:
| Distrito            | Total consejeros | Consejeros por grupo municipal | Consejeros por grupo municipal | Consejeros por grupo municipal | Consejeros por grupo municipal | Consejeros por grupo municipal | Consejeros por grupo municipal | Consejeros por grupo municipal | Regidor del distrito                                                                                      |
| Distrito            | Total consejeros | BComú                          | CiU                            | C's                            | ERC                            | PSC                            | PP                             | CUP                            | Regidor del distrito                                                                                      |
| ------------------- | ---------------- | ------------------------------ | ------------------------------ | ------------------------------ | ------------------------------ | ------------------------------ | ------------------------------ | ------------------------------ | --- |
| Ciutat Vella        | 17               | 7                              | 3                              | 1                              | 2                              | 2                              | 1                              | 1                              | Gala Pin                                                                                                  |
| Ensanche            | 23               | 5                              | 8                              | 2                              | 3                              | 1                              | 2                              | 2                              | Agustí Colom (hasta 25 de mayo de 2016) Montse Ballarín (hasta 12 de noviembre de 2017) Gerardo Pisarello |
| Sants-Montjuïc      | 19               | 6                              | 4                              | 2                              | 2                              | 2                              | 1                              | 2                              | Jaume Asens (hasta 12 de noviembre de 2017) Laura Pérez                                                   |
| Les Corts           | 15               | 2                              | 5                              | 2                              | 1                              | 1                              | 2                              | 1                              | Laura Pérez (hasta 12 de noviembre de 2017) Agustí Colom                                                  |
| Sarrià-Sant Gervasi | 19               | 2                              | 10                             | 3                              | 1                              | 0                              | 3                              | 0                              | Gerardo Pisarello (hasta 25 de mayo de 2016) Daniel Mòdol (hasta 12 de noviembre de 2017) Jaume Asens     |
| Gràcia              | 17               | 5                              | 5                              | 1                              | 2                              | 1                              | 1                              | 2                              | Raimundo Viejo (hasta 9 de noviembre de 2015) Eloi Badía                                                  |
| Horta-Guinardó      | 19               | 6                              | 4                              | 2                              | 2                              | 2                              | 2                              | 1                              | Mercedes Vidal (hasta 6 de mayo de 2019) Agustí Colom                                                     |
| Nou Barris          | 19               | 8                              | 2                              | 3                              | 1                              | 3                              | 2                              | 0                              | Janet Sanz                                                                                                |
| San Andrés          | 19               | 7                              | 4                              | 2                              | 2                              | 2                              | 1                              | 1                              | Laia Ortiz (hasta el 25 de mayo de 2016) Carmen Andrés (hasta 12 de noviembre de 2017) Laia Ortiz         |
| Sant Martí          | 21               | 7                              | 4                              | 2                              | 3                              | 2                              | 2                              | 1                              | Josep Maria Montaner                                                                                      |